# Palaeeudyptes klekowskii
Palaeeudyptes klekowskii är en utdöd fågel i familjen pingviner inom ordningen pingvinfåglar. Den beskrevs 2002 utifrån fossila lämningar från sen eocen funna från Seymourön utanför Antarktis.